# Giuseppe Rusca
Giuseppe Rusca (Genova, 5 luglio 1892 – Monte Zovetto, 16 giugno 1916) è stato un militare italiano, decorato di Medaglia d'oro al valor militare alla memoria durante il corso della prima guerra mondiale.

## Biografia
Nacque a Genova il 5 luglio 1892, figlio di Francesco e di Cesira Casella. Nel 1910 conseguì il diploma di macchinista navale presso il locale Istituto nautico "Vittorio Emanuele II".
Il 31 dicembre dello stesso anno si arruolò volontario nel Regio Esercito, assegnato in forza all'89º Reggimento fanteria "Salerno" come allievo ufficiale. Conseguita la nomina a sottotenente di complemento, nel gennaio 1912 fu assegnato al 34º Reggimento fanteria. Nel mese di luglio partì con il suo reggimento per la Tripolitania, distinguendosi nei combattimenti nella zona di Zuara, tanto da essere decorato con una Medaglia di bronzo al valor militare durante lo scontro di Regdaline del 15 agosto. Rientrato in patria alla fine del mese di ottobre, venne congedato, andando a lavorare come ufficiale di macchina presso la Società di Navigazione Transatlantica, imbarcato sul piroscafo Garibaldi. Nel gennaio 1915 venne richiamato in servizio per parziale mobilitazione, assegnato al 74º Reggimento fanteria "Lombardia", e poi fu trasferito al neocostituito 157º Reggimento fanteria della Brigata "Liguria", raggiungendo nel mese di aprile la zona di radunata nei dintorni di Udine. All'entrata in guerra del Regno d'Italia, avvenuta il 24 maggio, oltrepassò il confine con l'Impero austro-ungarico al comando della 3ª sezione mitraglieri. Durante il primo anno di guerra combatté sull'alto Isonzo nella zona del Vrata–Vrsic e fu promosso tenente nel gennaio 1916, mentre operava nel settore a nord di Caporetto. 
Durante la battaglia degli Altipiani (maggio-giugno 1916) si trovava posizionato con i suoi uomini in difesa della cima del Monte Zovetto, sito in Val Canaglia. Il 15 giugno le sue due sezioni di mitragliatrici furono attaccate, dopo un violento tiro preparatorio di artiglieria, da reparti scelti avversari. Durante i due giorni di battaglia venne ferito due volte e fu ucciso il 16 giugno, mentre con l'unica arma rimasta efficiente sparava sulle fanterie nemiche, dallo scoppio di una granata nemica. Con senso di cavalleresco rispetto il nemico ne onorò la memoria erigendo un piccolo monumento con rottami di mitragliatrice, nastri di munizioni e calci di fucile spezzati. Per onorarne la memoria, su proposta del generale Achille Papa, con Decreto Luogotenenziale del 1º febbraio 1917 gli fu concessa la Medaglia d'oro al valor militare.

### Annotazioni
1. ↑  Si trattava di un totale di quattro armi.

### Fonti
1. ↑  Carolei, Greganti, Modica 1968, p. 208.
2. 1 2 3 4 5 6 7 8 9  Combattenti Liberazione.
3. 1 2 3 4  Coltrinari, Ramaccia 2018, p. 85.
4. 1 2  Coltrinari, Ramaccia 2018, p. 86.
5. ↑   Bollettino ufficiale delle nomine, promozioni e destinazioni negli ufficiali e sottufficiali del R. esercito italiano e nel personale dell'amministrazione militare, 1917,  p. 857. URL consultato il 15 febbraio 2020.
6. ↑  Sito web del Quirinale: dettaglio decorato.